# Magnon

Magnon

Magnon (od magnetyzmu) – kwazicząstka opisująca elementarny kwant propagujących się wzbudzeń spinowych w krysztale.
Oddziałujące spiny w sieci krystalicznej mogą tworzyć propagujące się jak fale wzbudzenia, które nazywamy falami spinowymi. Fale spinowe są kolektywnymi wzbudzeniami układu spinów w krysztale. Wzbudzenia te mogą (zgodnie z mechaniką kwantową) być skwantowane podobnie jak fala elektromagnetyczna. Kwantem fali elektromagnetycznej jest foton.
Kwant fali spinowej nazywamy magnonem. Propagujący się magnon posiada kwazipęd {\displaystyle {\vec {p}}=\hbar {\vec {k}}} ({\displaystyle k} jest wektorem falowym), energię {\displaystyle E=\hbar \omega (k)}
Zależność dyspersyjna dla magnonów ma postać:
{\displaystyle E_{k}=\hbar \omega (k)=2JS(z-\sum _{\delta }\cos({\vec {k}}{\vec {\delta }}))\sim (2JSa^{2})k^{2}={\frac {\hbar ^{2}k^{2}}{2m_{*}}},}
gdzie:
- {\displaystyle a} – stała sieci,
- {\displaystyle J} – całka wymiany,
- {\displaystyle S} – wartość spinu,
- sumowanie odbywa się po najbliższych sąsiadach.

W ferromagnetykach magnony zachowują się jak bozony (w pierwszym przybliżeniu) o pewnej masie efektywnej. Układ oddziałujących spinów opisuje model Heisenberga.
Podobnymi kwazicząstkami są: ekscytony, fonony, polarony i polarytrony.

## Literatura
- J. Garbarczyk, Wstęp do fizyki ciała stałego, Oficyna Wydawnicza Politechniki Warszawskiej, Warszawa 2000, ISBN 83-7207-176-4.
- Ch. Kittel, Wstęp do fizyki ciała stałego, PWN, Warszawa 1999.
- J.M. Ziman, Wstęp do fizyki ciała stałego, PWN, Warszawa 1977.